# Анакруза
Ана́круса, также анакру́за (др.-греч. ἡ ἀνάκρουσις «отталкивание; попятное движение, обратный ход») — термин в стиховедении, относящийся к начальным слогам стиха. По отношению к метрическому, силлабо-метрическому и силлабо-тоническому стихосложениям определяется различным образом.

## Анакруза вметрикеисиллабо-метрике
В метрике анакруза — самостоятельный долгий или краткий слог в начале стиха до первой стопы. В силлабо-метрике — дополнительный начальный слог, который частным образом видоизменяет устойчивую ритмическую структуру стиха. Это может быть брахий (псевдо-стопа, самостоятельный краткий слог) или самостоятельный долгий слог, добавленный перед стихом. Напр. у Алкея встречается Малый сапфический стих, модифицированный брахием:
—U—U—UU—U—U → U¦—U—U—UU—U—U
Такой анакрузой мог быть модифицирован также любой трохеический стих:
—U—U—U—U… → U¦—U—U—U—U…
И дактилический:
—UU—UU—UU… → U¦—UU—UU—UU…
Такая анакруза возникала, как правило, перед сильной долей, то есть предшествовала трохею или дактилю (реже). Отсюда первый трохей при анакрузе мог рассматриваться как амфибрахий (U—U), и получал собственное название брахихорей (U¦—U), то есть амфибрахий в начале стиха, возникающий в результате анакрузы трохея брахием.
Анакруза со второстепенным ритмическим ударением называется басой.

## Анакруза всиллабо-тонике
Анакруза в теории русского силлабо-тонического стихосложения — слабые слоги в начале строки до первого сильного слога (икта). Например, в стихе: «Руса́лка плыла́ по реке́ голубо́й // Озаря́ема по́лной луно́й» (М. Ю. Лермонтов) в первой строке анакруза односложная, во второй — двусложная.